# Monestir d'Akhtalà
El monestir d'Akhtalà (armeni: Ախթալա վանք; georgià: ახტალის ტაძარი) és un monestir fortificat del segle x situat a la rodalia del poble d'Akhtalà, en el marz de Lorí, a 185 km al nord d'Erevan. El monestir, antigament calcedoni, està actualment inactiu.
A diferència dels veïns monestirs d'Monestir de Hakhpat i Sanahín, que contenen elements purs de l'Església apostòlica armènia, Akhtala comparteix història amb l'Església ortodoxa de Geòrgia.
El fort tingué un paper important en la protecció del nord-oest d'Armènia, la regió anomenada Gugarq. L'edificació es troba, a més, entre les millors conservades de l'estat. L'església principal és famosa pels frescs, d'alta qualitat, que cobreixen els murs interiors.

## Etimologia del nom
El nom actual (monestir d'Akhtalà) li'l donaren per reial decret al 1438. Es creu que en prové del turc. Al s. V l'assentament que hi havia al lloc aleshores es deia Agaraq.

## Història de la fortalesa
Entre 1887 i 1889 l'arqueòleg francés Jacques de Morgan descobrí a prop d'Akhtalà 576 pedres rectangulars corresponents a sengles sepulcres, alhora que diversos objectes clericals de bronze i ferro, anteriors al s. VIII. Les primeres construccions del lloc daten de l'edat del bronze i del ferro, tot i que el fort com a tal no l'edificaren fins a finals del s. X els kyurikehs, època del Regne de Lorí. L'encarregà Kiurike I, fill dels patrons de Sanahín i Haghpat, monestirs propers del rei Asoci III el primer i de la reina Khosrovanush el segon. Els seus germans eren Simbaci II el Cosmocràtor i Gaguik I d'Armènia.

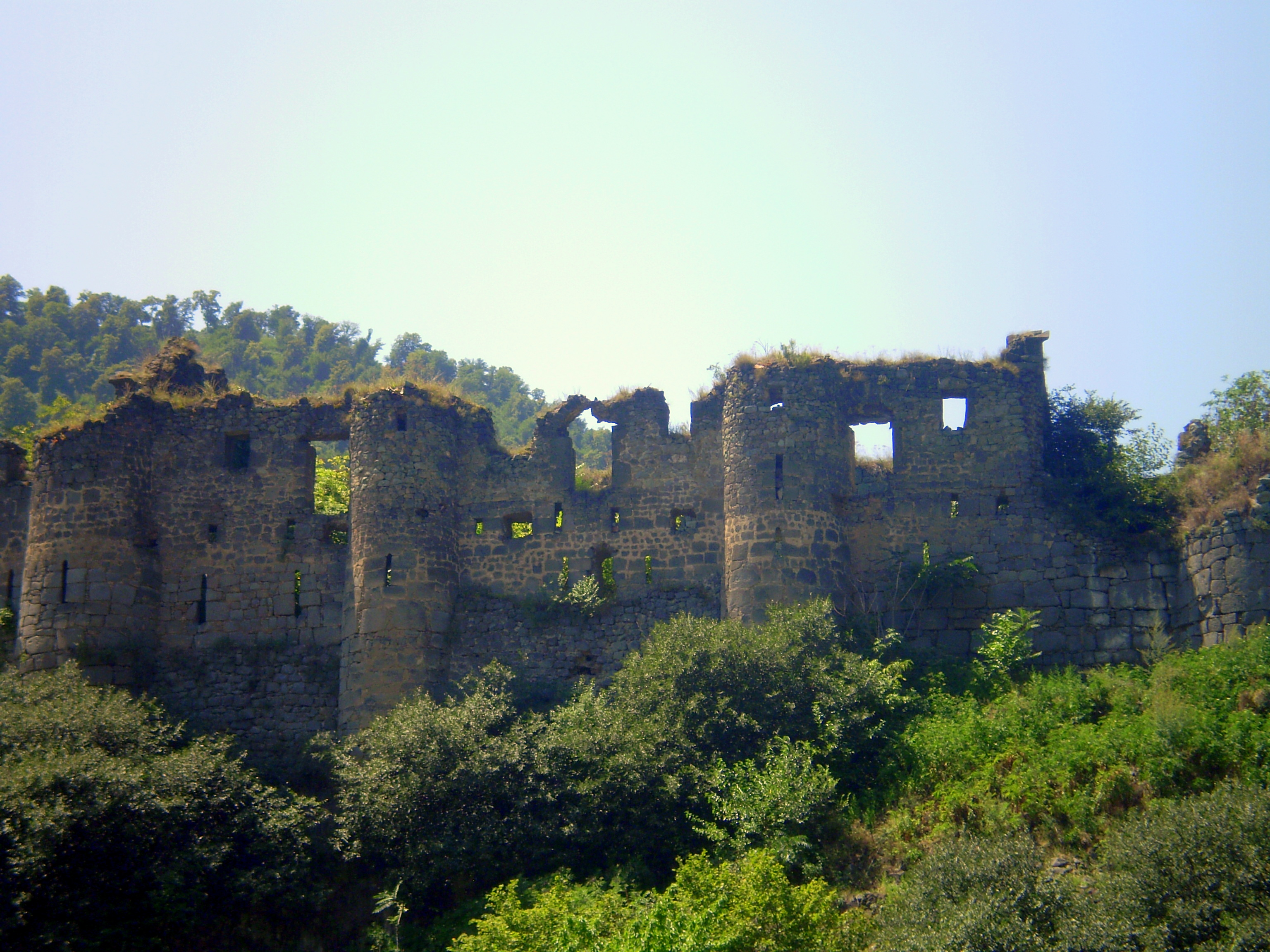
La muralla est del fort

Asoci III fundà el Regne de Lorí (Tashir-Dzoraget) a la regió de Gugark per raons estratègiques. Kiurike I (conegut com a Gurguèn) pujà al tron l'any de 982. Quan el regne sucumbí a la dinastia Seljúcida, els kyurikehs migraron a la província de Tavuix. La fortalesa s'erigí sobre les roques, envoltada de profunds congosts per tres dels seus costats com a defenses naturals. Les zones més accessibles es protegiren amb torres i muralles. L'única entrada al conjunt se situa al nord, protegida també per torres i muralles. Aquestes es construïren amb pedra basàltica i morter. Els kyurikehs hi perderen gradualment influència a causa dels seljúcides fins que desaparegueren a la fi del segle xii.

La vida monàstica ressorgí a Akhtalà quan els mkhargrdzeli s'uniren a les forces georgianes i armènies; conqueriren la major part de l'antiga Armènia i fundaren el seu regne (Armènia Zakarid). Els historiadors del segle xiii Kirakos Gandzaketsi i Vardan Areveltsi anomenaren l'àrea Pghndzahank (Mines de coure), a causa dels molts dipòsits del mineral. El primer d'ells diu:
| « | Ivane, el germà de Zakare, també morí [aquest any] i l'incineraren a Pghndzahank, prop de l'església que ell havia construït, havia pres als armenis i convertit en monestir georgià. | » |

Pghndzahank conegué la prosperitat sota el mandat d'Ivane Zakarian en la dècada de 1180. Mentre que el seu germà era un armeni apostòlic, Ivane havia acceptat l'ortodòxia grega a la Cort de Geòrgia. Alguns monestirs del nord d'Armènia es convertiren a l'Església ortodoxa per l'exemple de Pghndzahank, un dels quals fou el monestir de Kobair. Per això, Ivane obtingué la benevolència de Geòrgia i de les esglésies del concili de Calcedònia, que es trobaven al nord i nord-oest d'Armènia.

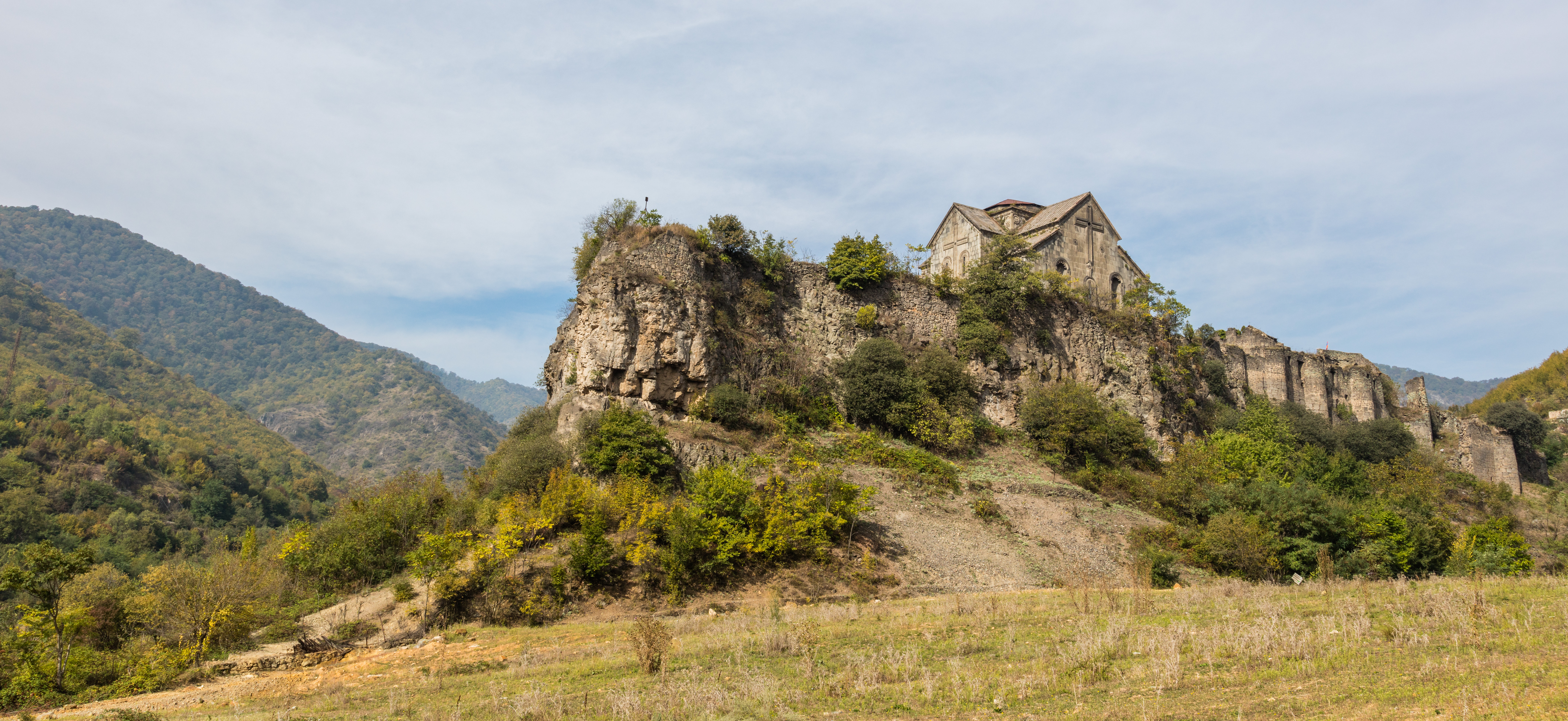
Emplaçament del monestir

Els Zakaries començaren a perdre el control a principis de la dècada de 1220, durant les desastroses invasions mogoles de Geòrgia i Armènia. Avak, fill d'Ivane, fou forçat a reconéixer el mogol Txormaghan. El control mogol continuà fins a les invasions de les tribus turques del 1340. La tribu de Qara Qoyunlu atacà les terres caucàsiques i conquistà terres armènies cap al 1400, tot i que el seu govern es veié obstaculitzat pel conqueridor nòmada Tamerlà.
Des del segle xviii el monestir, l'han utilitzat ètnies gregues establertes a Akhtalà per a explotar les mines d'or i argent. Al voltant de 800 famílies gregues s'hi traslladaren des de Gümüşhane durant el govern de l'Imperi Otomà, al 1763. Els grecs anomenaren el monestir Meramani, i hi deixaren inscripcions als murs. Al s. XIX Akhtalà caigué en poder de la família noble dels Melikov.
Actualment el monestir és un reclam per a armenis, grecs i georgians, que el visiten els 20 i 21 de setembre. L'ambaixador grec Panayota Mavromichali visità el lloc el 20 de setembre de 2006: continua activa una mina d'or prop del lloc, de la qual s'ha queixat la població local.

## Església d'Astvatsatseen (Mare de Déu)
La construcció principal del conjunt monàstic és l'església, dedicada a la Mare de Déu. La data exacta de la fundació se'n desconeix; es considera, però, un conjunt edificat entre els segles xi i xiii. L'església actual es construí damunt d'una altra de més antiga. L'historiador armeni I. Orbelian l'esmenta al 1216, i sabem per Kirakos Gandzaketsi que Ivane Zakarian la incendià al 1227. Se n'han datat els murals d'entre els anys 1205 i 1216. N'hi ha una inscripció de 1188 darrere d'un jachkar de la princesa Mariam, filla de Gurguèn II de Lorí, que diu:
| « | Jo, filla de Kiurike [Gurguèn], Mariam, he construït S. Astvatsatseen a Pghndzahank, [per a] aquella que ens honora recordant-nos en les seues pregàries | » |

Al 1185 Mariam havia construït el nàrtex de l'església principal d'Hagpat. D'acord amb un senyor local, l'església l'edificà al s. VII l'emperador romà d'Orient Heracli. Una altra llegenda assumeix que l'església fou erigida al s. V pel rei d'Ibèria (hui Geòrgia) Vakhtang I Gorgasal. No n'hi ha evidències inqüestionables que recolzen cap teoria.
L'església contenia una creu que segons el folklore local l'havia usat Joan Baptista en el baptisme de Jesucrist. Es diu que Vasaces, pare del príncep Prosh, havia donat la relíquia a Ivane Zakarion, que més tard la vengué per una quantiosa suma al monestir de Noravank, a Siunik.
L'església és al centre de la fortalesa. És una basílica cupulada. Dos parells d'arcs la divideixen longitudinalment, i formen tres naus on destaca una rica iconografia de gran varietat cromàtica, amb el blau com a predominant. La part alta de la cúpula, que tenia una llanterna, no ha arribat als nostres dies; fou danyada durant la invasió de Tamerlà i enderrocada completament el 1784 durant una altra invasió, la dels àvars.
Al s. XIX el príncep Mikhail Semiónovich Vorontsov, del Virregnat del Caucas, en construí una cúpula semiesfèrica de fusta i ferro en substitució de l'original. Aquesta segona cúpula fou restaurada mentre durà el govern soviètic.

## Murals de S. Astvatsatseen
Els murals de l'església són una de les millors mostres de l'art romà d'Orient fora de les fronteres de l'Imperi Romà d'Orient, a causa del color, típicament romà d'Orient i amb predominança del blau, mentre que les solucions temàtiques són pròpies d'Armènia. La majoria dels murals contenen oracions en grec. Es pintaren sota el patronatge de l'atabeg Ivane Zakarian entre els anys 1205 i 1216.
Paral·lelament, al segle xi, hi havien pintat miniatures d'evangelis mugni.
Representen escenes de l'Antic i el Nou Testament, així com de sants, entre els quals destaca sant Gregori l'Il·luminador. Impressiona una gran imatge de la marededeu sostenint Jesús, a la cúpula. Al seu costat es mostra la comunió, amb Jesús compartint el pa amb els apòstols, dels quals han sobreviscut les imatges de sant Pere, Joan Evangelista, Pau de Tars i Mateu apòstol. A sota es troben alguns sants cristians, incloent Jaume el Menor, sant Gregori l'Il·luminador i Basili de Cesarea, entre d'altres. Els murals de la paret oest mostren el Regne dels Cels i la nord les trobades entre Jesucrist i Caifàs i Ponç Pilat.
Els murals han estat greument danyats i només n'han sobreviscut algunes parts. Alguns se'n rehabilitaren al 1979. Els arcs, nínxols i columnes també estan coberts amb pintures.

## Altres estructures
Després de l'església, la construcció més destacada és un edifici rectangular unit al mur oest, de manera que la seua façana continua la de l'església. Ivane Zakarian i el seu fill Avak hi foren incinerats al 1227. Una altra estructura, petita, s'adjunta al mur nord de l'església principal. S'utilitzava per a guardar objectes cerimonials.
A la zona nord-oest del monestir hi ha una segona església, d'una sola nau. Hi havia al costat una altra estructura, que no ha sobreviscut.
Hi ha restes d'antics edificis en tot el recinte monàstic. També hi ha túnels subterranis, criptes, aljubs i cellers de vi, com en la majoria dels monestirs de l'Armènia medieval. Relativament prop del conjunt es troben altres monuments de l'època, com el monestir de la Santa Trinitat, l'església de Sant Jordi (del segle xiii), una capella russa del s. XIX, una església grega i diverses esteles i capelles.

## Personatges històrics
Les inscripcions dels jachkares apunten que el monestir fou regit per Petre en la dècada de 1240.

El resident més prominent de la història del monestir fou l'escriba i traductor Simó de Pghdzahank, els diaris del qual han sobreviscut. Nasqué l'any 1188 i es dedicà a la clerecia durant alguns anys al monestir d'Akhtalà, traduint llibres romans d'Orient sobre teologia. Col·laborà amb altres grecs ortodoxos i armenis, com Mines Syuakyates de Trebisonda. Diu en el seu diari:
| « | Al 1227 vaig acabar el llibre per al bisbe Gregorio de Nisa, que conservava una antiga còpia traduïda pel sacerdot Simó, que visqué a Armènia, prop de Lorí, al monestir de la Mare de Déu de Pghndzahank. El llibre es traduí durant el govern de l'abat Ivane, fundador del monestir, que Déu li ho agraïsca i els seus fills visquen molts anys. | » |

Simó també traduí a l'armeni Els elements de la teologia de Procle, La font de la saviesa de Jaan Damascé, Història de Geòrgia de Kartlis Tskhovreba, entre d'altres. Simó anotà en els seus diaris que només traduïa escrits que mai havien estat transcrits a l'armeni. El cineasta armeni Sergei Parajanov filmà dos episodis de la pel·lícula El color de la magrana al monestir.

## Galeria d'imatges

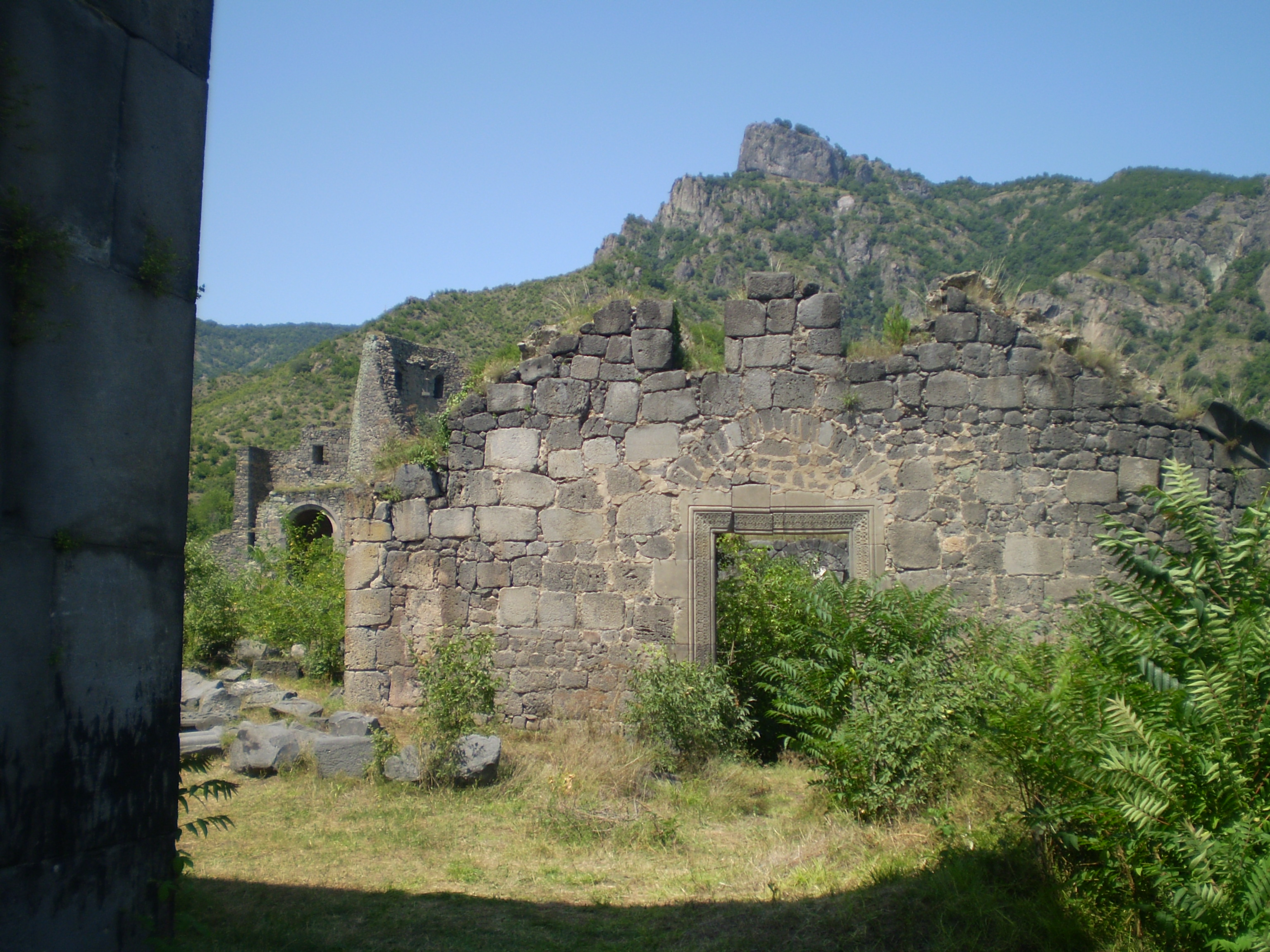
Ruïnes del complex monàstic
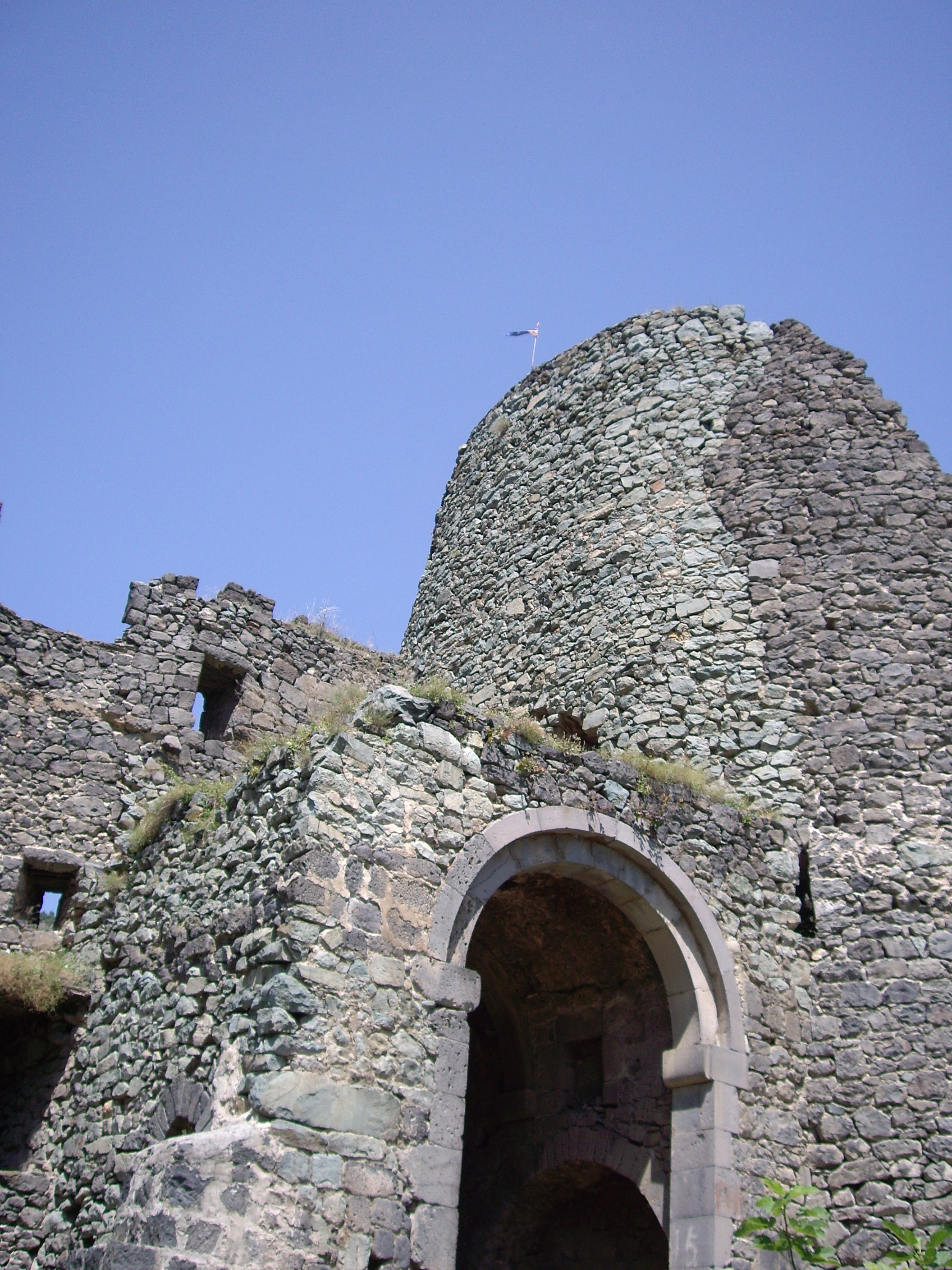
L'única entrada al conjunt
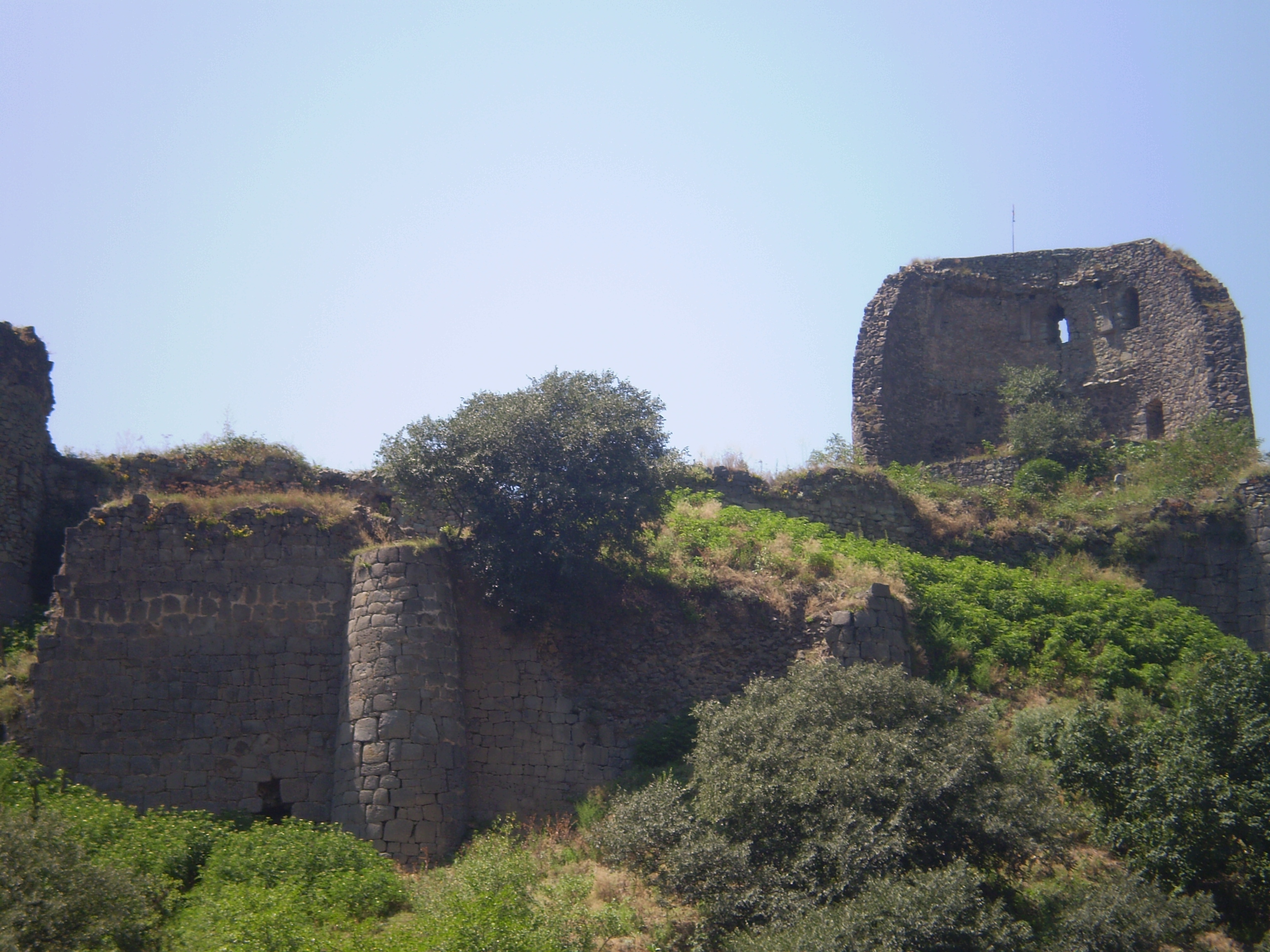
Mur est
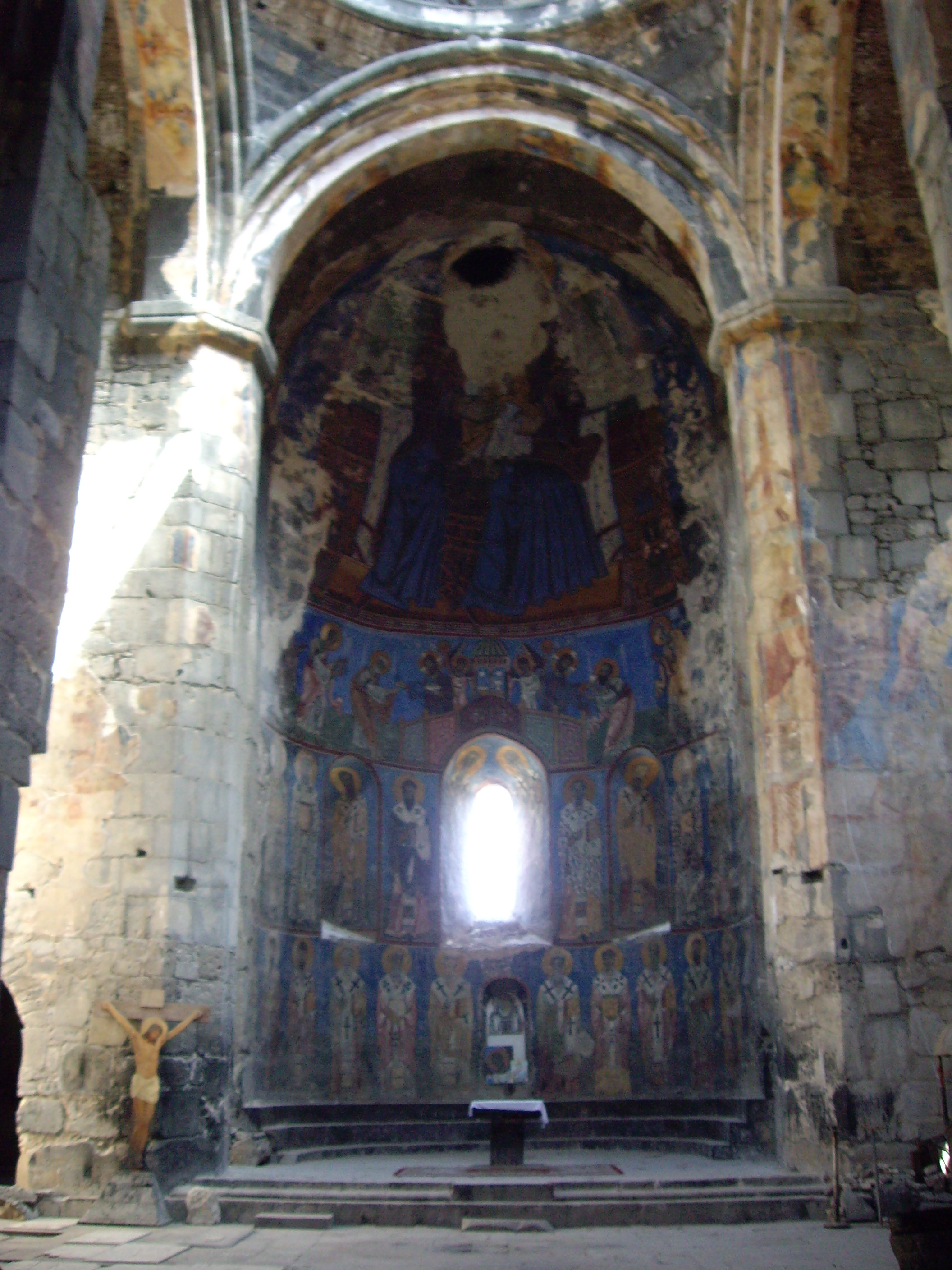
Altar principal de l'església i murals
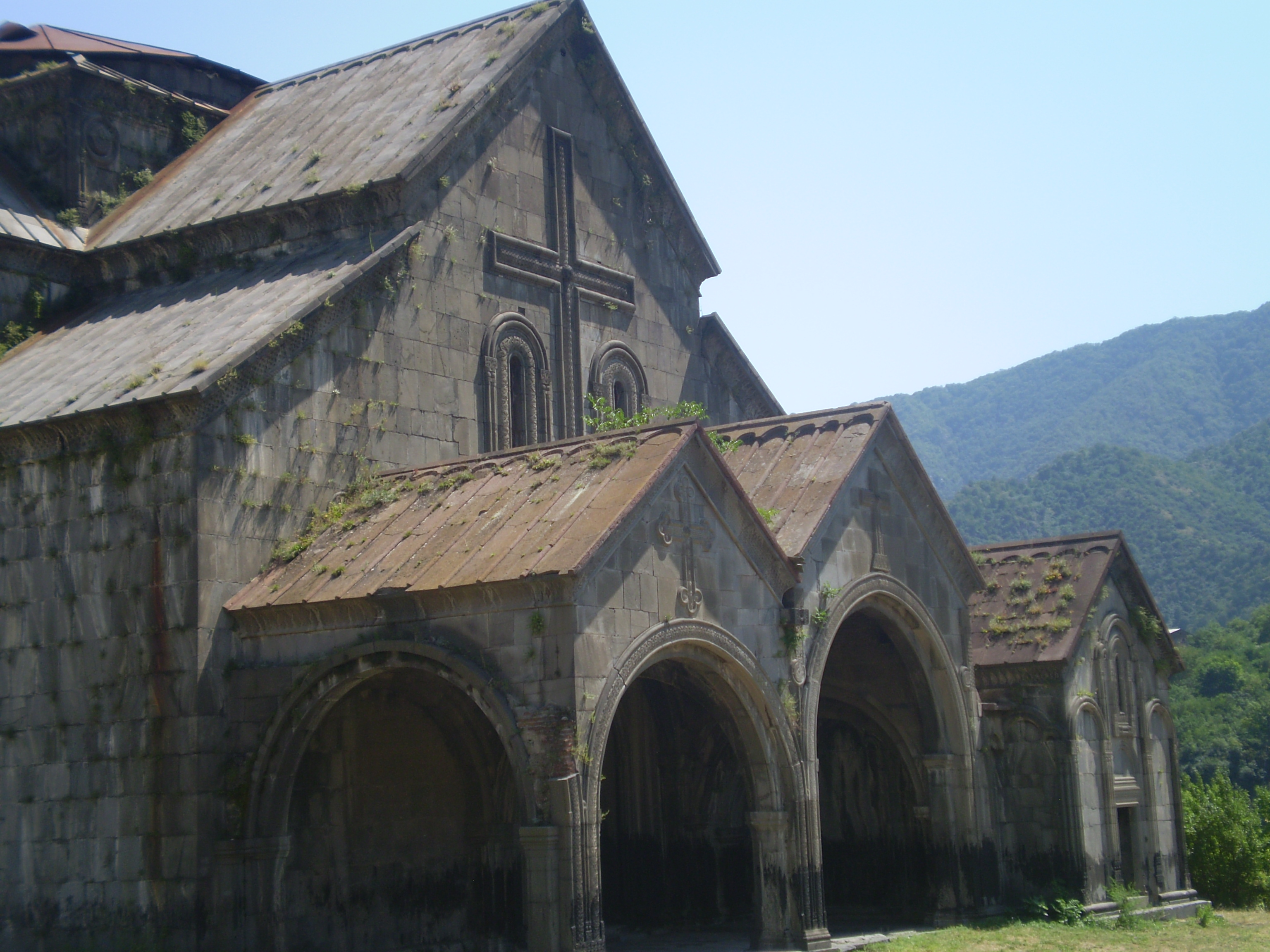
Façana oest de l'església
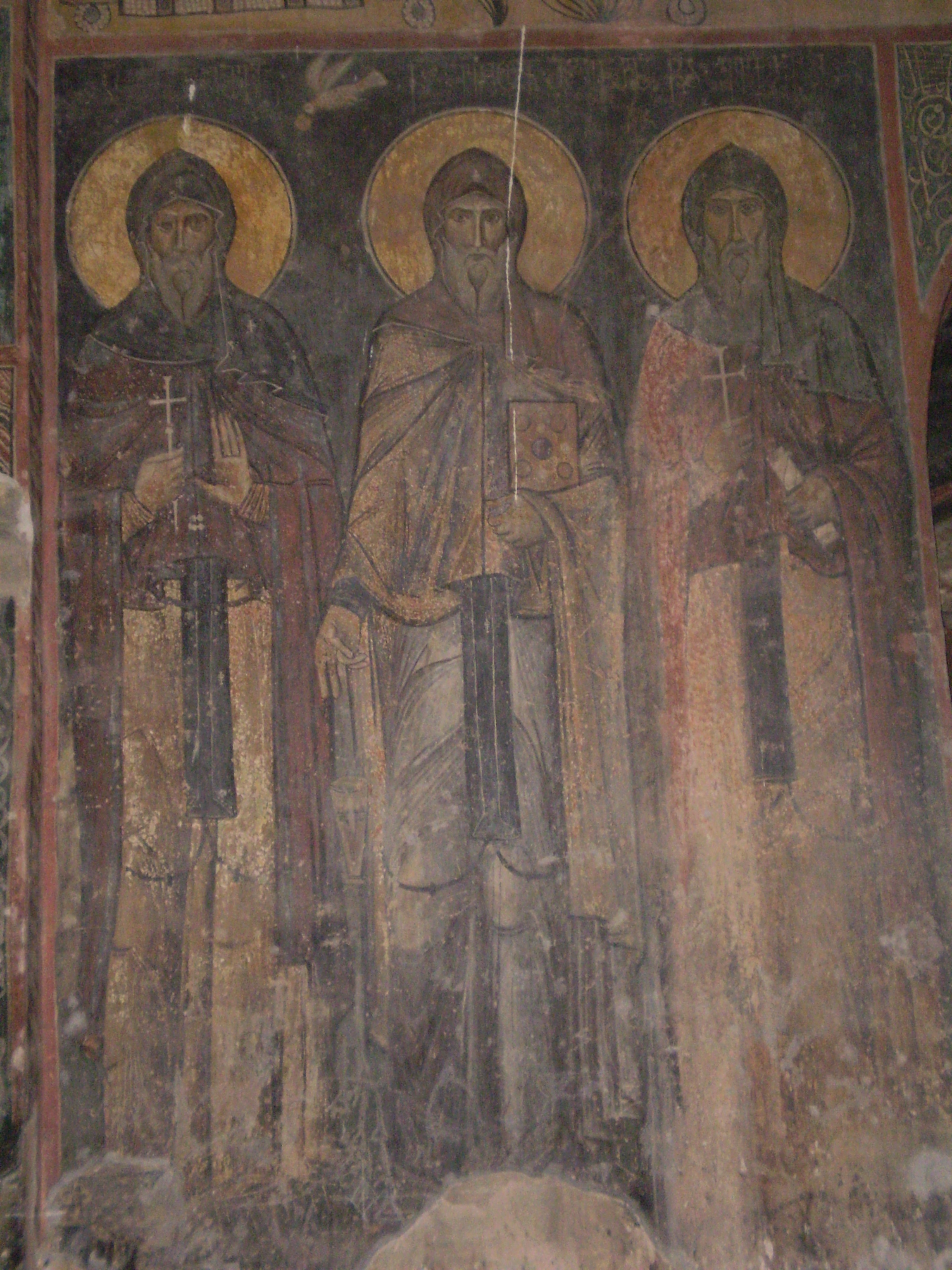
Murals de l'extrem esquerre del mur oest
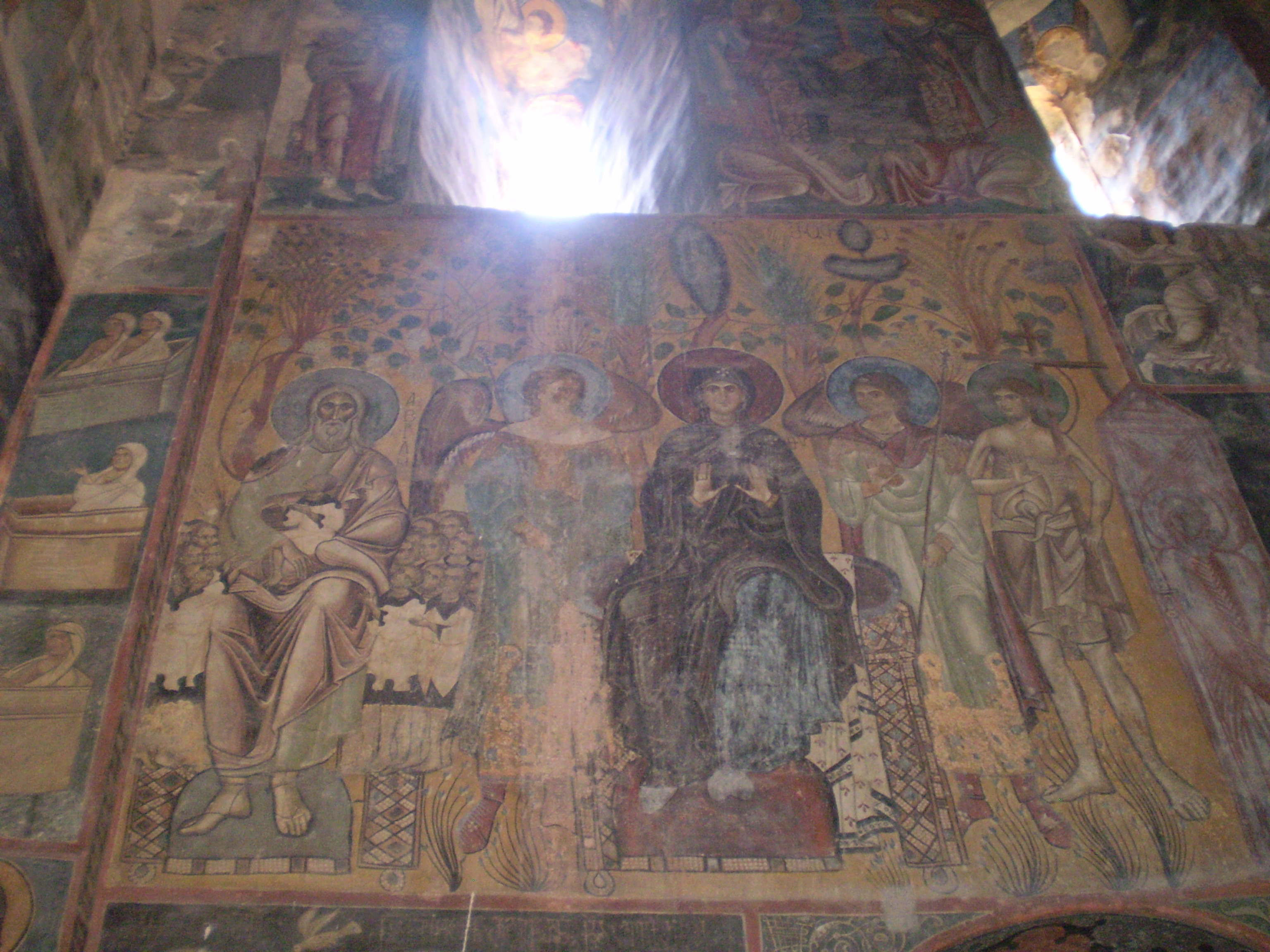
Murals del centre del mur oest
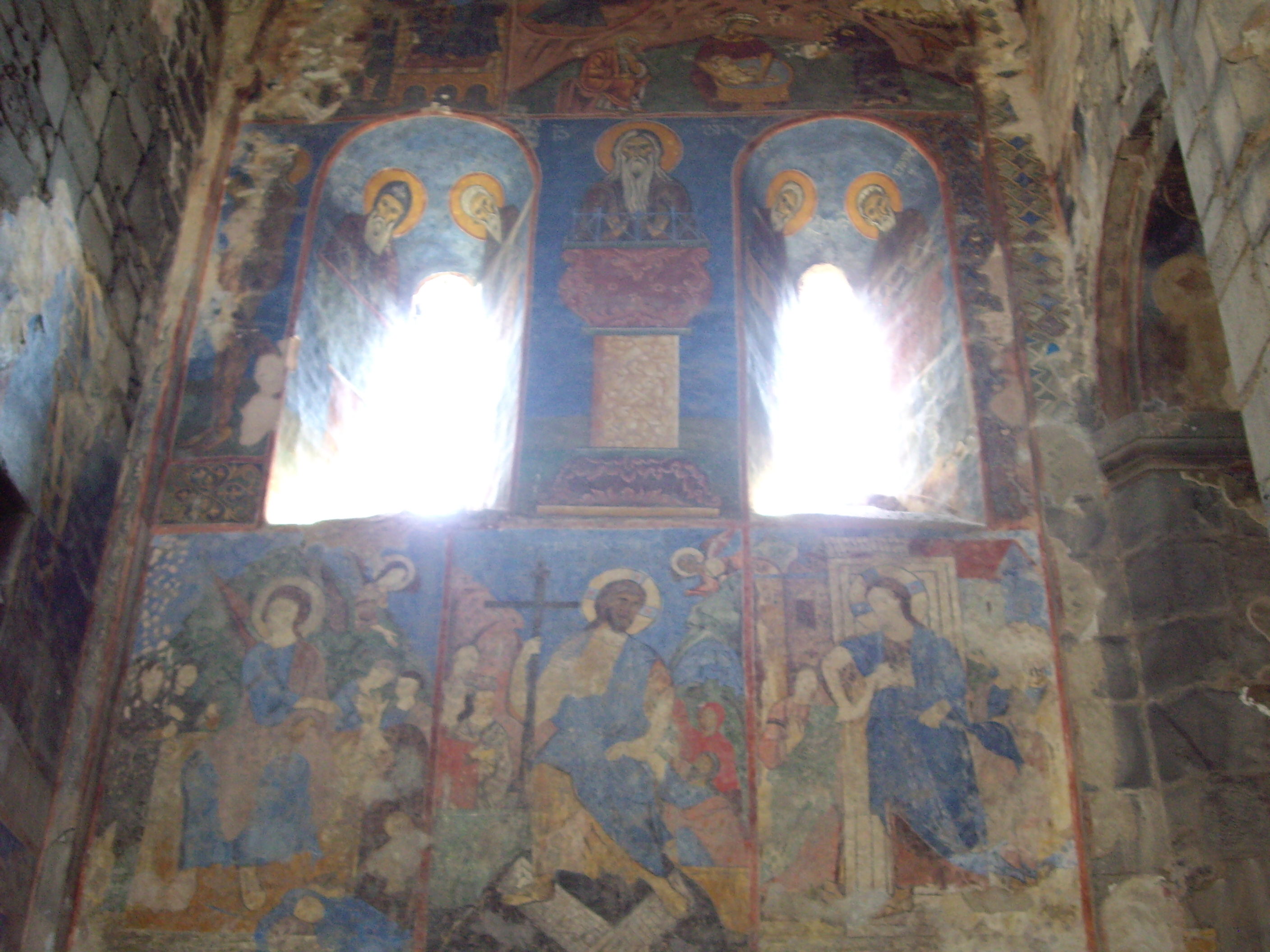
Fragment dels murals de la part sud